# لورينتيس بوبيسكو
لورينتيس بوبيسكو (بالرومانية: Laurențiu Popescu)‏ هو لاعب كرة قدم روماني في مركز حراسة المرمى، ولد في 18 يناير 1997 في Filiași ‏ في رومانيا. لعب مع سي إس باندوري تارغو جيو ونادي يونيفيرسيتاتيا كرايوفا.

## وصلات خارجية
- لورينتيس بوبيسكو على موقع قاعدة بيانات كرة القدم.إي يو (الإنجليزية)
- لورينتيس بوبيسكو على موقع Soccerway.com (الإنجليزية)